# Кондоминиум
Кондоминиумът е територия с установена суверенна власт над нея от 2 или повече държави. Понастоящем официално кондоминиум е Андора, съвместно управлявана от Франция и Испания.

## Нови Хебриди
Сред най-продължителните кондоминиуми е този между Великобритания и Франция над островната група Нови Хебриди. Основан е по силата на договор от 1906 година и е продължил до 1980 година, когато тази територия добива независимост под името Република Вануату.

## Судан
В периода 1899 – 1956 година кондоминиум на Великобритания и Египет е била днешната държава Судан.

## Босна и Херцеговина
От 7 октомври 1908 до 30 октомври 1918 година Босна и Херцеговина е кондомимиум на Австро-Унгария.

## Северна Добруджа
По силата на сключения на 7 май 1918 година Букурещки договор над Северна Добруджа е установен кондоминиум от Централните сили (Германия, Австро-Унгария, Турция и България), продължил до 24 септември 1918 година, когато Берлинският протокол установява българския суверенитет над цяла Добруджа.